# Las Habras Lake
Las Habras Lake är en sjö i Bolivia.   Den ligger i departementet Beni, i den norra delen av landet, 700 km norr om huvudstaden Sucre. Las Habras Lake ligger 138 meter över havet. Arean är 73 kvadratkilometer. Den sträcker sig 11,3 kilometer i nord-sydlig riktning, och 9,2 kilometer i öst-västlig riktning.
Trakten runt Las Habras Lake består huvudsakligen av våtmarker. Trakten runt Las Habras Lake är nära nog obefolkad, med mindre än två invånare per kvadratkilometer.